# Amine Messoussa
Amine Messoussa, né le 12 octobre 2004 à Lyon en France, est un footballeur algérien qui joue au poste de attaquant au MC Alger.

## Biographie

### En club
Amine Messoussa à été formé a l'Olympique lyonnais et l'AS Saint-Priest avant de terminer sa formation avec le LOSC Lille en août 2020 à 16 ans.
Il commencera à jouer avec la réserve du LOSC Lille en National 3 lors de l'annéé 2021.
Le 5 juillet 2022, il signe son premier contrat professionnel avec le LOSC Lille à seulement 17 ans.
Il effectuera ses débuts en pro avec le LOSC Lille le 27 mai 2023 lors d'une victoire 2-1 face au FC Nantes lors de la 37ème journée de Ligue 1.
Le 30 janvier 2024, Messoussa est prêté pour 6 mois au FC Villefranche en National.
Le 29 août 2024, Messoussa rejoins le MC Alger pour 4 ans en provenance du LOSC Lille.
Lors de sa première saison avec le MC Alger il remporte le Championnat d'Algérie et la Supercoupe d'Algérie.

### En sélection
Amine Messoussa est né en France d'un père marocain et d'une mère algérienne, il est donc éligible à représenter 3 pays.
Il représente l'Équipe du Maroc U17 lors d'un match amical le 14 février 2021 face au Ghana U17, le Maroc s'imposera 2-1 et Amine marquera 1 but.
Lors des Jeux méditerranéens 2022 à Oran Amine Messoussa représentera la France U18 avec notamment Badredine Bouanani il terminera 2ème meilleurs buteur de la compétition avec 4 buts.

## Statistiques

### En club
| Saison                | Club                   | Championnat           | Championnat | Championnat | Championnat | Coupe(s) nationale(s) | Coupe(s) nationale(s) | Coupe(s) nationale(s) | Supercoupe | Supercoupe | Supercoupe | Compétition(s) continentale(s) | Compétition(s) continentale(s) | Compétition(s) continentale(s) | Compétition(s) continentale(s) | Total | Total | Total |
| Saison                | Club                   | Division              | M.          | B.          | P.d.        | M.                    | B.                    | P.d.                  | M.         | B.         | P.d.       | Comp.                          | M.                             | B.                             | P.d.                           | M.    | B.    | P.d.  |
| 2021-2022             | LOSC Lille rés.        | National 3            | 9           | 2           | 1           | -                     | -                     | -                     | -          | -          | -          | -                              | -                              | -                              | -                              | 9     | 2     | 1     |
| 2022-2023             | LOSC Lille rés.        | National 3            | 22          | 10          | 3           | -                     | -                     | -                     | -          | -          | -          | -                              | -                              | -                              | -                              | 22    | 10    | 3     |
| 2023-2024             | LOSC Lille rés.        | National 3            | 10          | 6           | 0           | -                     | -                     | -                     | -          | -          | -          | -                              | -                              | -                              | -                              | 10    | 6     | 0     |
| Sous-total            | Sous-total             | Sous-total            | 41          | 18          | 4           | -                     | -                     | -                     | -          | -          | -          | -                              | -                              | -                              | -                              | 41    | 18    | 4     |
| 2022-2023             | LOSC Lille             | Ligue 1               | 1           | 0           | 0           | -                     | -                     | -                     | -          | -          | -          | -                              | -                              | -                              | -                              | 1     | 0     | 0     |
| 2023-2024             | LOSC Lille             | Ligue 1               | 0           | 0           | 0           | 1                     | 1                     | 0                     | -          | -          | -          | C4                             | 1                              | 0                              | 0                              | 2     | 1     | 0     |
| Sous-total            | Sous-total             | Sous-total            | 1           | 0           | 0           | 1                     | 1                     | 0                     | -          | -          | -          | -                              | 1                              | 0                              | 0                              | 3     | 1     | 0     |
| 2023-2024             | FC Villefranche (prêt) | National              | 11          | 2           | 1           | -                     | -                     | -                     | -          | -          | -          | -                              | -                              | -                              | -                              | 11    | 2     | 1     |
| 2024-2025             | MC Alger               | Ligue 1               | 18          | 1           | 0           | 1                     | 0                     | 1                     | 1          | 0          | 0          | CAF                            | 7                              | 0                              | 1                              | 27    | 1     | 2     |
| Total sur la carrière | Total sur la carrière  | Total sur la carrière | 71          | 21          | 5           | 2                     | 0                     | 1                     | 1          | 0          | 0          | -                              | 8                              | 0                              | 1                              | 82    | 21    | 7     |

## Palmarès

### Palmarès en club
| MC Alger (2)                                                                      |
| --------------------------------------------------------------------------------- |
| - Ligue 1 (1) : - Champion : 2025 - Supercoupe d'Algérie (1) : - Vainqueur : 2024 |